# Saint-Pardoux-du-Breuil
 Saint-Pardoux-du-Breuil  es una población y comuna francesa, en la región de Aquitania, departamento de Lot y Garona, en el distrito de Marmande y cantón de Marmande-Est.

## Demografía
| 482 | 493 | 481 | 511 | 561 | 576 |
| Para los censos de 1962 a 1999 la población legal corresponde a la población sin duplicidades (Fuente: INSEE [Consultar]) |     |     |     |     |     |